# Brevoortia aurea
La lacha o saraca (Brevoortia aurea) es una especie de pez eurihalina anfibiótica del género de peces clupeiformes Brevoortia, de la familia Clupeidae. Habita en ambientes acuáticos de clima templado en el centro-este de Sudamérica.

## Taxonomía
Esta especie fue descrita originalmente en el año 1829 por el zoólogo alemán Johann Baptist von Spix en conjunto con el ictiólogo suizo Louis Agassiz, bajo el nombre científico de Clupanodon aureus.
Esta especie es muy similar a la cercana y simpátrica Brevoortia pectinata, por lo que se ha propuesto su conespecificidad, quedando por prioridad B. pectinata como un sinónimo más moderno de Brevoortia aurea, aunque esto posteriormente no fue seguido por todos los autores.
Localidad tipo
La localidad tipo es: “Brasil”.
Etimología
Etimológicamente el nombre genérico Brevoortia refiere al apellido de James Carson Brevoort, un estudioso de la fauna de Ohio y  Carolina del Sur (Estados Unidos) a quien fue dedicada la especie.

## Características
Recuerda una mojarra (orden Characiformes) pero a diferencia de ellas no posee aleta adiposa. Su longitud promedia los 26 cm de largo total, alcanzando los 41 cm en los ejemplares de mayor edad: 11 años. El patrón cromático es dorsalmente azul, ventralmente blanco, siendo los lados plateados y las aletas amarillas.
Su cuerpo es alto y muy angosto. Su boca es protráctil, carente de dientes. Es un pez de dieta planctofágica, es decir, está basada en zooplancton o fitoplancton, Se categorizan como peces filtradores, que se alimentan desplazándose con la boca abierta, haciendo que el agua atraviese las hendiduras branquiales, quedando los organismos microscópicos retenidos por el retículo formado por las numerosas cerdas que presentan las branquias en su borde interno.
Sus huevos integran el zooplancton marino. Poseen un diámetro aproximado de 1,5 mm. Son de forma esférica, y en su interior están provistos de aceite por el cual flotan en la superficie. 
Comercialmente su mayor utilidad es el empleo como carnada, siendo el volumen destinado al  consumo humano fresco mucho menor.

## Distribución
Es un pez pelagial nerítico, que se distribuye en el centro-este de América del Sur, en el este y sur del Brasil en los estados de: Bahía (desde Salvador de Bahía hacia el sur), Espírito Santo, Río de Janeiro, São Paulo, Paraná, Santa Catarina y Río Grande del Sur; en el sur y sudeste del Uruguay, y en el centro-este de la Argentina, en aguas estuariales y marinas del océano Atlántico Sudoccidental, penetrando en ríos y lagunas conectadas al mar, por ejemplo desde el mar Argentino hacia aguas dulces de la albufera llamada laguna de Mar Chiquita y en la cuenca del Plata, en el río homónimo, por ejemplo en Punta Lara. Estacionalmente alcanza por el sur el golfo San Matías.